# Список об'єктів Світової спадщини ЮНЕСКО у Коста-Риці
В списку об'єктів Світової спадщини ЮНЕСКО у Коста-Риці налічується 4 найменування (станом на 2016 рік).
| № | Зображення | Назва                                | Місцеположення                     | Час створення | Час внесення до списку | №                                                  | Критерії         |
| - | ---------- | ------------------------------------ | ---------------------------------- | ------------- | ---------------------- | -------------------------------------------------- | ---------------- |
| 1 |            | Міжнародний парк Ла-Амістад          | спільно з Панамою, провінція Лімон |               | 1983                   | 205 [Архівовано 24 грудня 2018 у Wayback Machine.] | vii, viii, ix, x |
| 2 |            | Національний парк Острів Кокос       | провінція Пунтаренас, Тихий океан  | —             | 1997                   | 820 [Архівовано 24 грудня 2018 у Wayback Machine.] | ix, x            |
| 3 |            | Природоохоронна територія Ґуанакасте | провінція Алахуела                 | 1994          | 1999                   | 928 [Архівовано 24 грудня 2018 у Wayback Machine.] | ix, x            |
| 4 |            | Кам'яні кулі Коста-Рики              | провінція Пунтаренас               | 1994          | 2014                   | 1453 [Архівовано 12 липня 2018 у Wayback Machine.] | iii              |